# Scarabaeus bannuensis
Scarabaeus bannuensis är en skalbaggsart som beskrevs av Emile Janssens 1940. Scarabaeus bannuensis ingår i släktet Scarabaeus och familjen bladhorningar. Inga underarter finns listade i Catalogue of Life.